# حمایت از جانوران
حمایت از جانوران (انگلیسی: Animal protectionism) موضعی از تئوری حقوق جانوران است که بر تغییرات تدریجی در تعقیب حقوق جانوران تأکید می‌کند. این موضع در مقابل موضع پایان بهره‌کشی از جانوران قرار می‌گیرد، که می‌گوید انسان‌ها به‌لحاظ اخلاقی هیچ حقی ندارند که از جانوران استفاده کنند، و قانون نباید این حق را به آنان بدهد، صرف‌نظر از اینکه چگونه با جانوران رفتار می‌شود.